# Xantippe (boekhandel)
Xantippe was de eerste vrouwenboekhandel van Amsterdam. De winkel begon aan de Westerstraat 193. In 2021 is ze gevestigd aan de Prinsengracht 290.
De boekhandel werd in 1976 opgericht, midden in de tweede feministische golf, en was mede geïnspireerd door de oprichting van Utrechtse vrouwenboekhandel Savannah Bay (voormalig 'De Heksenkelder', de eerste vrouwenboekhandel van Nederland). De oprichters van Xantippe waren Anke ten Hoopen, Annemarie Behrens, Carla Brünott, Pamela Pattynama en Sjuul Tegelaar.
Xantippe verkocht alles op het gebied van literatuur voor vrouwen, zoals meisjesboeken, feministische literatuur en ook boeken over het feminisme geschreven door mannen. Aan de handel was een antiquariaat verbonden met werken uit de eerste feministische golf, waaronder werken van Carry van Bruggen, Emmy van Lokhorst en Johanna Naber. In de boekhandel werden ook exposities gehouden van vrouwelijke kunstenaars. 

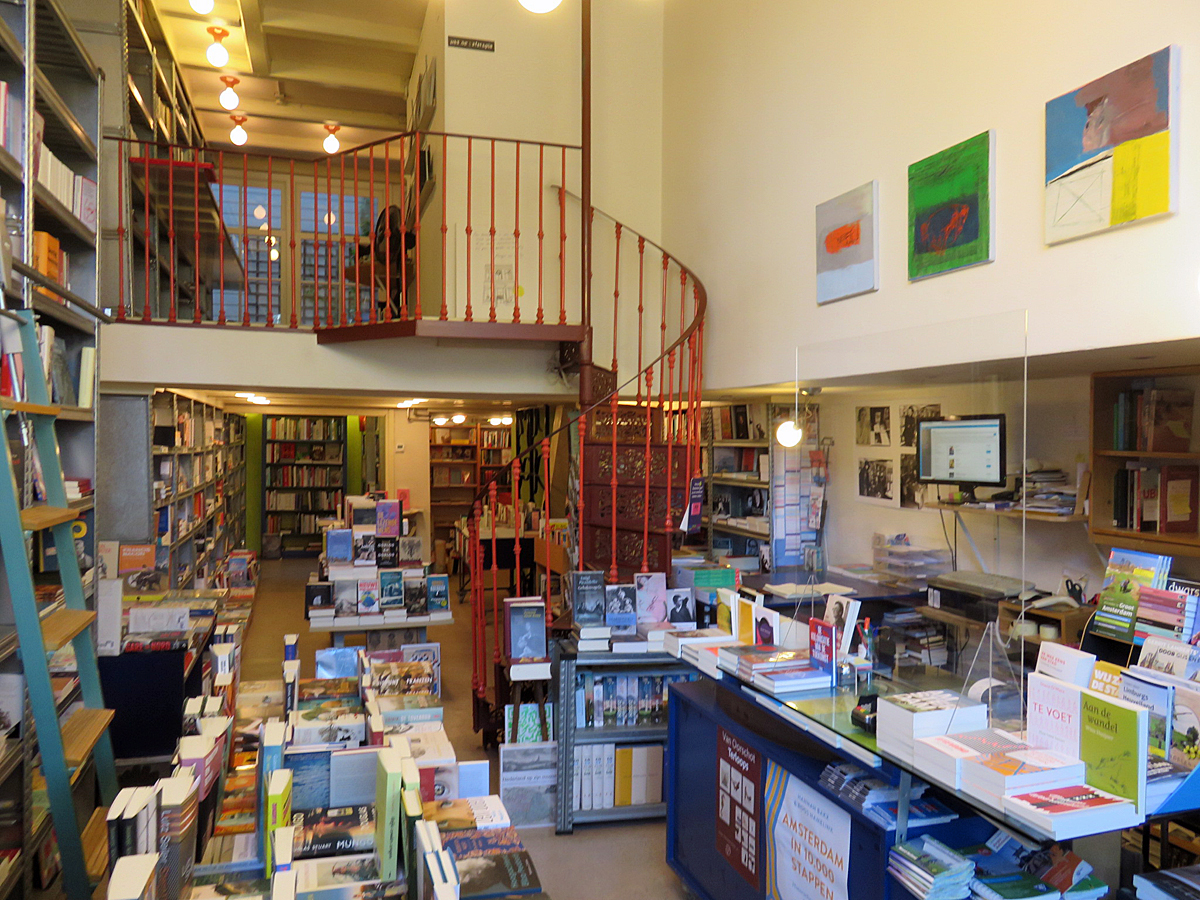
Interieur van boekhandel Xantippe (2022)

Hoewel Xantippe als boekhandel nog steeds bestaat, is het niet langer een vrouwenboekhandel.